# Intersyndicale de l'administration publique
Pour les articles homonymes, voir IAP.
L'Intersyndicale de l'administration publique (IAP) est un syndicat de fonctionnaires en République démocratique du Congo. 